# Amama Mbabazi
Amama Mbabazi (ur. 16 stycznia 1949 w Mparo), ugandyjski polityk i prawnik, minister obrony, minister sprawiedliwości w latach 2006–2011. Premier Ugandy od 24 maja 2011 do 18 września 2014.

## Życiorys
Amama Mbabazi urodził się w 1949 w miejscowości Mparo w dystrykcie Kigezi (ob. dystrykt Kabale). Ukończył prawo na Uniwersytecie Makerere w Kampali, a następnie studia podyplomowe z zakresu praktyki prawniczej w Law Development Centre w Kampali. Po studiach został członkiem Uganda Law Society.
Pod koniec lat 60. XX wieku zaangażował się w działalność polityczną, współtworząc lewicującą organizację studencką. Gdy w 1971 do władzy doszedł Idi Amin, wstąpił do podziemnego ruchu Uganda National Liberation Army (UNLA), sprzeciwiającego się jego rządom. Pełnił w nim funkcję sekretarza. Współpracował z jednym z głównym przywódców UNLA, Yowerim Musevenim, a w latach 1978-1979 był jego osobistym doradcą. Jednocześnie, w czasie prezydentury Amina pracował w Izbach Prokuratury Generalnej (1976-1979) oraz pełnił funkcję sekretarza Ugandyjskiej Rady Prawa (Uganda Law Council).
Po obaleniu Amina w 1979 został dyrektorem służb prawnych UNLA. W lutym 1981, po objęciu władzy przez Miltona Obote, w wyniku wewnętrznych podziałów i konfliktów w UNLA, opuścił kraj i udał się na wychodźstwo. Początkowo znalazł się w Kenii, a następnie przeniósł się do Szwecji. Razem z Musevenim współtworzył struktury Narodowego Ruchu Oporu (National Resistance Movement, NRM).
Po dojściu do władzy przez Museveniego w 1986 objął funkcję szefa Organizacji Bezpieczeństwa Zewnętrznego (External Security Organisation), tworząc w ten sposób służby wywiadowcze kraju (1986-1992). Od 1992 do 1998 zajmował stanowisko ministra stanu ds. obrony, a następnie ministra stanu ds. współpracy regionalnej (1998-2002). W kolejnych latach pełnił funkcję ministra obrony. W czerwcu 2006 został mianowany ministrem bezpieczeństwa, którym pozostał do maja 2011. Pełnił także funkcję sekretarza generalnego Narodowego Ruchu Oporu.
24 maja 2011 prezydent Yoweri Museveni mianował go nowym szefem rządu. 25 maja 2011 jego kandydaturę oficjalnie zatwierdził parlament.